# North Star Bay
De North Star Bay (Deens: North Star Bugt, ook: Thule Harbor of Bylot Sound) is een baai in de gemeente Qaasuitsup in het uiterste noordwesten van Groenland. De baai ligt in het Wolstenholme Fjord.
Op de oever van de baai ligt de luchtmachtbasis Thule Air Base. In 1968 vond op het ijs van de baai het vliegtuigongeluk bij Thule (1968) (Thule-incident) plaats, waardoor het gebied vervuild werd met plutonium en andere radioactieve elementen.

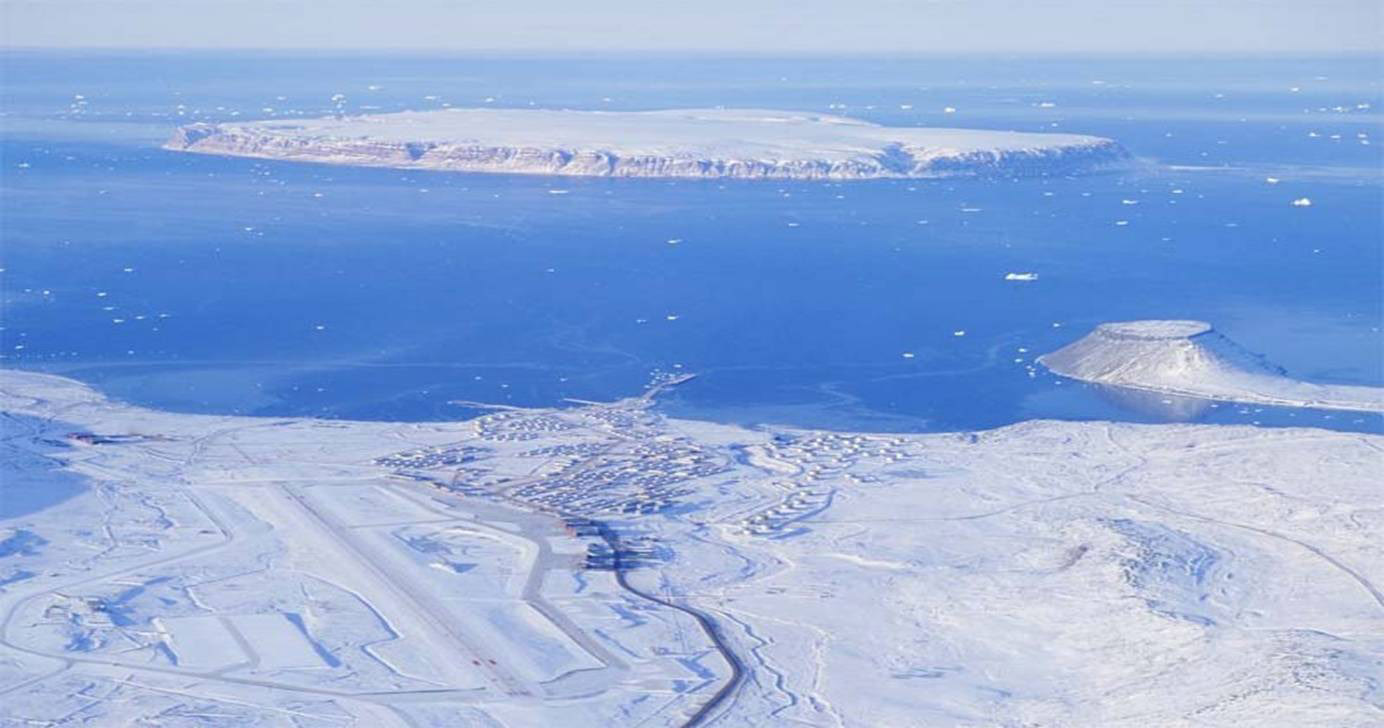
Zicht op de North Star Bay met Thule Air Base op de voorgrond
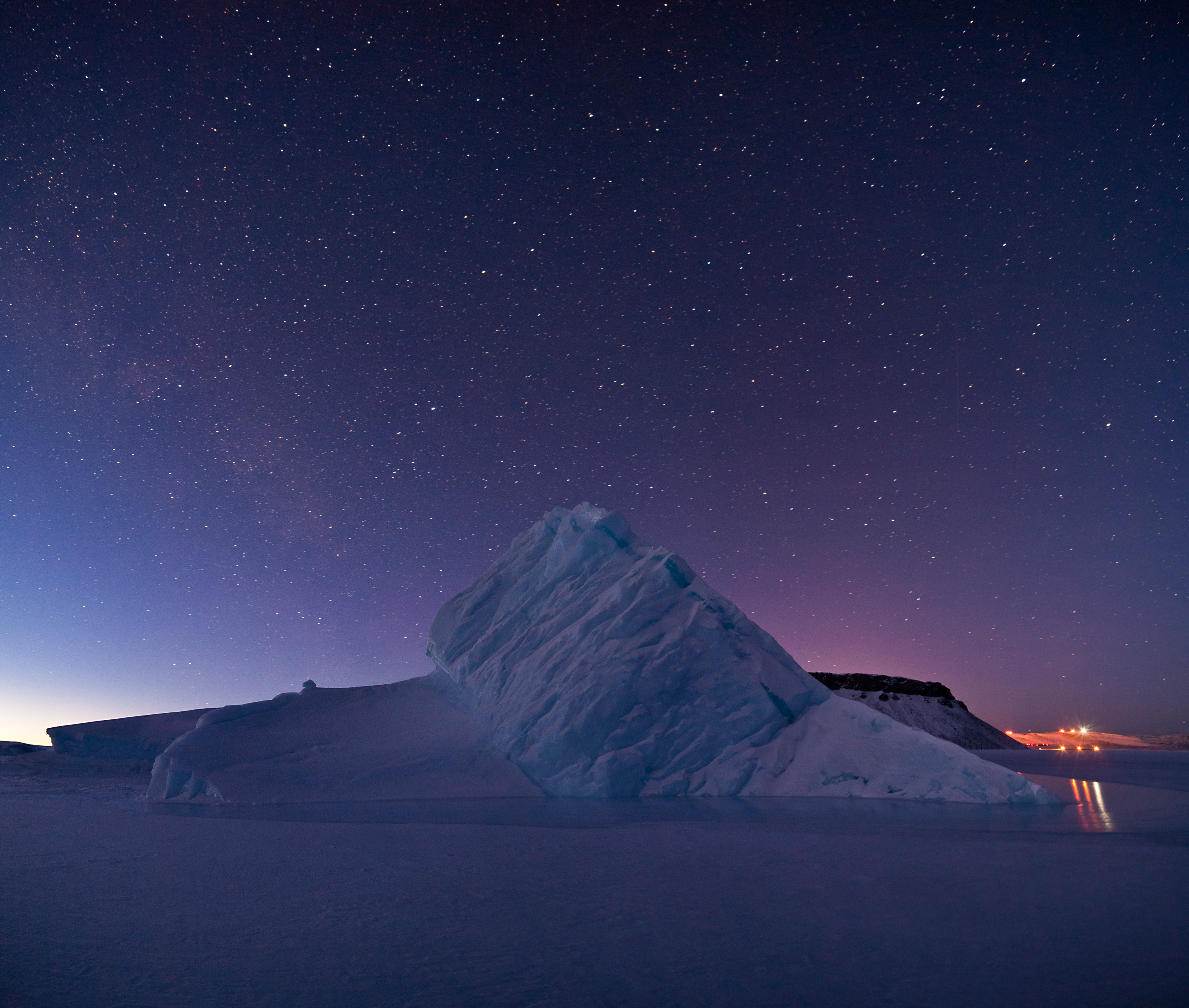

- Virtual International Authority File: 315528416